# سين نو ريكيو
سين نو ريكيو (باليابانية: 千利休) عاش في الفترة بين (1522 - 21 أبريل 1591) ويعرف بشكل مختصر باسم سين ريكيو هو شخصية تعتبر الأكثر تأثيرا في السادو، أو طقوس الشاي اليابانية، وعلى وجه الخصوص في تقليد وابي-تشا. ينحدر من ريكيو ثلاث مذاهب في طقوس الشاي الياباني هي أوموته-سينكه، أورا-سينكه، موساكوجي-سينكه حيث تختلف هذه المدارس الثلاث في طقوس التحضير للشاي إلا أنها تشترك في أنها تنحدر من أصل واحد يعود إلى سين ريكيو.

## حياته
ولد سين ريكيو في ساكاي والتي هي اليوم جزء من محافظة أوساكا. درس ريكيو الشاي في صغره على يد رجل من البلدة يدعى كيتاموكي وفي سن التاسعة عشر بدأ بدراسة الشاي على يد تاكينو جوو. تزوج في عمر الحادية والعشرين كما تلقى تدريب الزن في معبد دايتوكوجي في كيوتو.

## عمله
في سن 58 عاما أصبح ريكيو معد الشاي الخاص في بلاط أودا نوبوناغا، وبعد موت نوبوناغا في عام 1582 خدم ريكيو في بلاط تويوتومي هيديوشي. وثق فيه هيديوشي بشكل كبير وتطور نفوذه ليصبح أشهر شخصية في عالم السادو.

## وفاته
ومع تطور خدمته لهيديوشي بدأ يزداد طرحه للآراء في الأمور السياسية والتي يعتقد أن بعضها قد عارض رغبات هيديوشي مما دفع به لأمره بتنفيذ انتحار طقوسي أو ما يعرف باسم سيبوكو.

## روابط خارجية
- سين نو ريكيو على موقع الموسوعة البريطانية (الإنجليزية)